# Quintano
Quintano là một đô thị ở tỉnh Cremona, vùng Lombardia của Italia, có vị trí cách khoảng 35 km về phía đông của Milan và khoảng 45 km về phía tây bắc của Cremona. Tại thời điểm ngày 31 tháng 12 năm 2004, đô thị này có dân số 783 người và diện tích là 2,8 km².
Quintano giáp các đô thị: Capralba, Casaletto Vaprio, Pieranica, Torlino Vimercati, Trescore Cremasco.